# Frank Lewis
Frank Lewis   (Coleman, 6 de desembre de 1912 - Stillwater, 16 d'agost de 1998) va ser un lluitador estatunidenc, especialista en lluita lliure, que va competir durant la dècada de 1930.
El 1936 va prendre part en els Jocs Olímpics d'Estiu de Berlín, on guanyà la medalla d'or en la competició del pes wèlter del programa de lluita lliure. En el seu palmarès també destaquen dos títols de la NCAA per Oklahoma, el 1934 i 1935.